# Liste der Naturdenkmale in Bad Pyrmont
Die Liste der Naturdenkmale in Bad Pyrmont nennt die Naturdenkmale in Bad Pyrmont im Landkreis Hameln-Pyrmont in Niedersachsen.

## Naturdenkmale
| Bild            | Bezeichnung                              | Ort, Lage                                                   | Beschreibung | Schutzzweck                                       | Nummer    |
| --------------- | ---------------------------------------- | ----------------------------------------------------------- | --- | ------------------------------------------------- | --------- |
| Fotos hochladen | Eichenallee am Hylligen Born Bad Pyrmont | Bad Pyrmont (51° 59′ 11,8″ N, 9° 15′ 11″ O)                 | Aus der historischen Eichenallee „Am Hylligen Born“ im Stadtgebiet von Bad Pyrmont heben sich sechs vor dem ehemaligen Badehaus und den Häusern Nr. 4 und 6 erhaltene Pyramiden-Eichen (Quercus robur ‚Fastigiata’) heraus. Die Allee ist eine der historischen Baumachsen in Richtung des „Hylligen Born“.                                               | Eigenart, heimatkundliche Bedeutung               | ND-HM 002 |
| BW              | Blutbuche Drakestr. Bad Pyrmont          | Bad Pyrmont Drakestr. 7 (51° 59′ 0,3″ N, 9° 15′ 28,2″ O)    | Der Baum steht auf einer Grünfläche des Hausgrundstücks Drakestr. Nr. 7 im Stadtgebiet von Bad Pyrmont. Die ca. 20 m hohe Blutbuche (Fagus sylvatica ‚Purpurea’) dominiert mit ihrem mächtigen Habitus sowie der weit ausladenden typischen Krone das Straßenbild. Von Riesenporling und Brandkrustenpilz befallen. Gefällt am 12. Oktober 2011.          | Seltenheit und Schönheit                          | ND-HM 007 |
| Fotos hochladen | Hängebuche und Linde                     | Bad Pyrmont Schloßstraße 2 (51° 58′ 56,8″ N, 9° 15′ 6,1″ O) | Die Hängebuche (Fagus sylvatica ‚Pendula’) und die Linde (Tilia ssp.) befinden sich im Garten des Hausgrundstücks Schloßstraße 2 im Stadtgebiet von Bad Pyrmont. Die beiden ca. 18 m hohe Bäume stehen in Verlängerung der sogenannten Hauptallee und gehören als historische Elemente zur Bäderzeit.                                                     | Seltenheit, Eigenart und Schönheit                | ND-HM 008 |
| BW              | Linde in Thal                            | Thal Hauptstraße 32 (51° 59′ 17,9″ N, 9° 18′ 53,9″ O)       | Die Linde (Tilia platyphyllos) steht auf dem Hausgrundstück Hauptstraße 32 in Thal. Der großkronige typisch gewachsene Baum ist bedeutend für das Ortsbild. | Schönheit                                         | ND-HM 177 |
| BW              | Hudebuche im Dielengrund                 | Baarsen (51° 55′ 58,9″ N, 9° 19′ 17,6″ O)                   | Die Hude-Rotbuche (Fagus sylvatica) steht am Rande einer Viehweide im sogenannten Scheidental südöstlich des Baarsener Dielengrunds. Durch das Schneiteln zur Brennholzgewinnung hat der Baum einen gedrungenen, dicht verzweigten Wuchs sowie einen mächtigen Stamm mit kopfartigem Kronenansatz. Kulturhistorische Bedeutung sowie besondere Schönheit. | Eigenart und Schönheit, heimatkundliche Bedeutung | ND-HM 178 |
| BW              | Feldahorne im Dallensental               | Großenberg (51° 56′ 34,1″ N, 9° 17′ 16,4″ O)                | Die Baumgruppe steht auf einer Hangkante nördlich des Dallensenbaches am Hangfuß des Kirchberges südwestlich von Großenberg. Die Baumgruppe besteht aus vier schön gewachsenen und landschaftsbildprägenden Feldahornen (Acer campestre), welche mit typischem Wuchs Weidevieh Unterstand bieten. Bedeutung für das Landschaftsbild.                      | Schönheit                                         | ND-HM 179 |
| BW              | Flatterulme im Dallensental              | Großenberg (51° 56′ 32,2″ N, 9° 17′ 12,6″ O)                | Die Flatterulme (Ulmus laevis) steht am nördlichen Ufer des Dallensenbaches südwestlich von Großenberg. Da die Baumart Ulme durch die sogenannte Ulmenkrankheit im Landkreis stark dezimiert ist, hat dieser großkronige, ausgewachsene Baum Seltenheitswert.                                                                                             | Seltenheit                                        | ND-HM 180 |
| BW              | Sommerlinde im Dallensental              | Großenberg (51° 56′ 33″ N, 9° 17′ 10,5″ O)                  | Die Sommerlinde (Tilia platyphyllos) steht solitär auf einer Viehweide am Dallensenbach südwestlich von Großenberg. Der Baum bietet mit weit ausladender Krone dem Weidevieh Schutz und hat für den feingliedrigen Talraum eine besondere Bedeutung für das Landschaftsbild.                                                                              | Schönheit                                         | ND-HM 181 |